# Arkadiusz Koniecki
Arkadiusz Koniecki (ur. 18 listopada 1947 w Świebodzicach) – polski koszykarz, a następnie trener koszykówki, dwukrotny zdobywca tytułu mistrza Polski ze Śląskiem Wrocław (1987 i 1996), trener reprezentacji Polski kobiet i mężczyzn.

## Życiorys

### Lata 60. 70. i 80.
W latach 1965–1970 grał w koszykówkę w AZS Wrocław, a w 1970 ukończył studia na Akademii Wychowania Fizycznego we Wrocławiu. Karierę trenerską rozpoczął w 1970 w Unii Tarnów, którą prowadził na szczeblu III ligi do 1977. W latach 1980–1983 ponownie trenował Unię, tym razem w II lidze. Najbliżej awansu do I ligi był w sezonie 1982/1983, kiedy jego drużyna zajęła w swojej grupie drugie miejsce. W trakcie sezonu 1983/1984 zastąpił na stanowisku trenera Górnika Wałbrzych Henryka Zająca, debiutując tym samym w I lidze. Zespół z Wałbrzycha prowadził do 1986, zdobywając z nim wicemistrzostwo Polski w sezonie 1985/1986. Następnie przeniósł się do Śląska Wrocław, z którym od razu w pierwszym sezonie (1986/1987) sięgnął po mistrzostwo Polski, a w kolejnych dwóch sezonach kolejno zajmował 8. i 2. miejsce. Był także asystentem Andrzeja Kuchara jako trenera reprezentacji Polski seniorów i pomagał mu na turnieju mistrzostw Europy w 1987, a w 1988 zastąpił go w roli trenera kadry.

### Lata 90.
Jako trener reprezentacji Polski uzyskał awans do mistrzostw Europy w 1991, w których jego drużyna zdobyła siódme miejsce. Nie zdołał natomiast zakwalifikować się do turnieju olimpijskiego Igrzysk w Barcelonie (1992). Po pierwszych nieudanych meczach kwalifikacji do kolejnych mistrzostw Europy w 1993, z początkiem 1993 został zastąpiony na stanowisku trenera kadry przez Tadeusza Aleksandrowicza. Następnie pracował jako wiceprezes klubu Aspro Wrocław, ale zrezygnował już jesienią 1993, po czym trenował angielski Guildford Kings. W 3 kolejce sezonu 1994/1995 zastąpił Mieczysława Łopatkę na stanowisku trenera Śląska Wrocław. W trakcie tego sezonu w konflikt z nim weszła piątka podstawowych koszykarzy (m.in. Dariusz Parzeński i Robert Kościuk), ale nie uległ im i konsekwentnie wystawiał w składzie juniorów. W kolejnym sezonie (1995/1996) sięgnął natomiast ze Śląskiem po kolejne mistrzostwo Polski. Następnie prowadził drużyny Pogoń Ruda Śląska (1996-1998) i Prokom Trefl Sopot (1998/1999). W tym ostatnim klubie wobec słabych wyników został zwolniony przed końcem sezonu, a zastąpił go jego asystent Krzysztof Koziorowicz. Następnie prowadził drugoligowe Zagłębie Sosnowiec (1999-2001), ale po sześciu kolejkach sezonu 2000/2001 odszedł do Unii Tarnów.

### XXI wiek
W trakcie sezonu 2000/2001 powrócił do klubu, w którym rozpoczął karierę trenerską, tj. Unii Tarnów i prowadził ją w Polskiej Lidze Koszykówki także w sezonie 2001/2002. W sezonie 2002/2003 był trenerem Old Spice Pruszków, po czym trenował zespoły kobiece - Ostrovię (2003/2004) i Wisłę Kraków (2004/2005), z której został zwolniony po 11 kolejkach. W styczniu 2004 został trenerem kobiecej reprezentacji Polski seniorek, którą poprowadził w mistrzostwach Europy w 2005, zajmując siódme miejsce. W styczniu 2006 został trenerem Spartaka Moskwa i następnie w maju 2006 zastąpiony przez Krzysztofa Koziorowicza na stanowisku trenera polskiej kadry. Kolejnymi klubami w jego karierze trenerskiej były kluby Polskiej Ligi Koszykówki AZS Koszalin (2006/2007) i Kotwica Kołobrzeg (2007/2008), z której zwolniono go w styczniu 2008. Następnie nie prowadził drużyn koszykarskich aż do jesieni 2009, kiedy został trenerem kobiecej drużyny Lider Pruszków. W 2010 został także asystentem Dariusza Maciejewskiego w reprezentacji Polski seniorek i w tym charakterze brał udział w mistrzostwach Europy w 2011. W 2013 został pierwszym trenerem żeńskiej drużyny MKS PWSZ Konin.

## Wyróżnienia
Za awans do turnieju finałowego mistrzostw Europy koszykarzy został trenerem roku 1990 według „Przeglądu Sportowego”.